# 낸시 뒤솔트

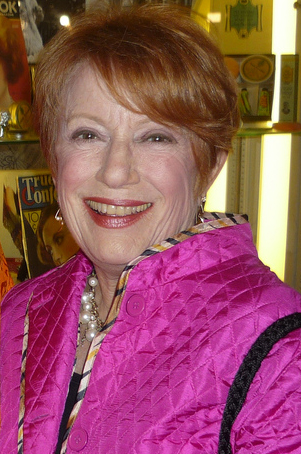

낸시 뒤솔트(Nancy Dussault, 1936년 6월 30일 ~ )는 미국의 배우, 가수, 연극 배우, 텔레비전 배우, 영화배우이다.
펜서콜라에서 태어났다.

## 영화
- 죽음의 처방 (1996년)
- 결혼 이야기 (1992년)
- 지참금 2백만불 (1979년)
- 사랑의 유람선 (1977년)